# Centro Sperimentale Balocco

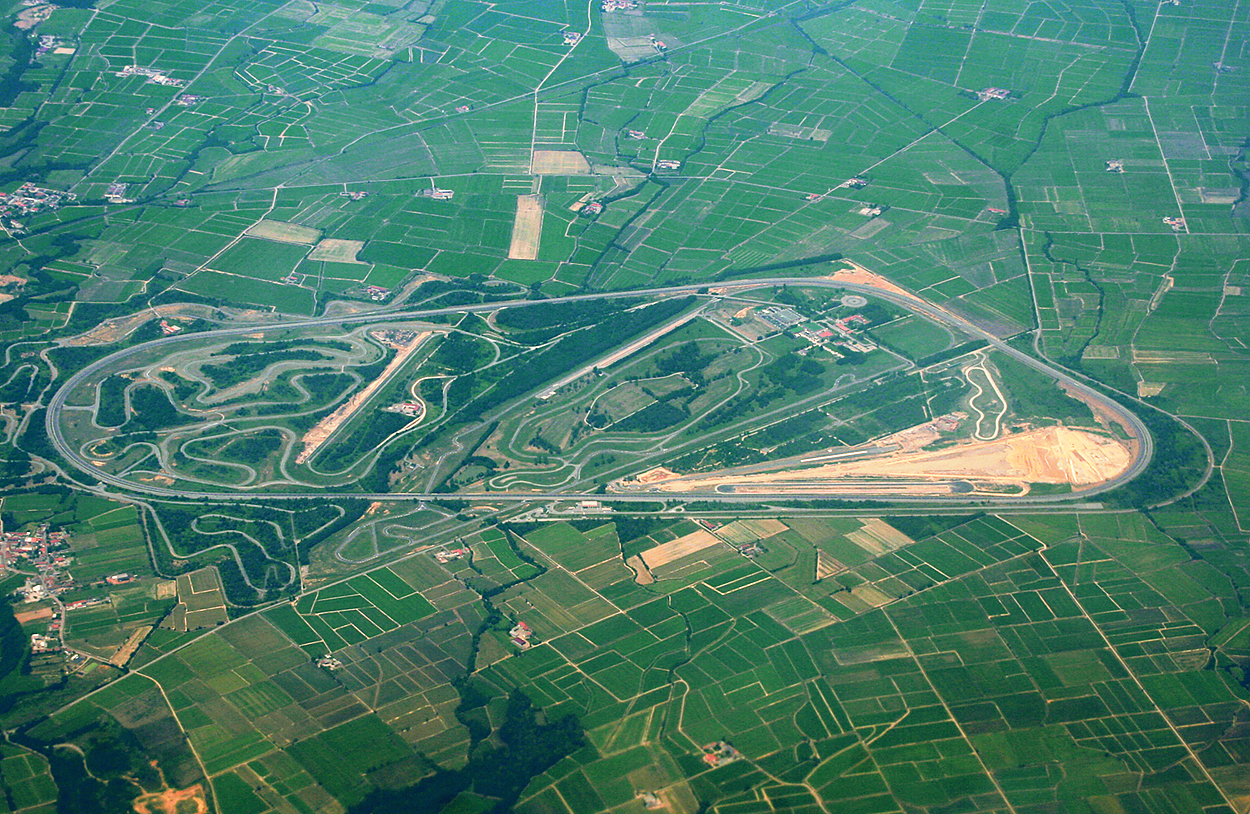
Vista aérea del centro.

El Centro Sperimentale Balocco es una complejo de pruebas dinámicas propiedad de Fiat Group. Se encuentra sitúa en el municipio de Balocco, en el Piamonte, Italia. En el recinto de 500 hectáreas existen en total más de 80 km de diferentes recorridos por pistas y circuitos de pruebas para contrastar los resultados de los prototipos y productos de las marcas del grupo.

## Historia
En 1962 Alfa Romeo comienza a construir el circuito de Balocco para probar nuevos vehículos, prototipos y coches de carreras. Se puso en funcionamiento en 1964. Desde 1987, cuando el Grupo Fiat adquirió Alfa Romeo, el centro pasó a ser usado por las marcas del grupo y se construyeron seis nuevas pistas. Entre ellas, en 1992 se puso en funcionamiento la de alta velocidad cuya longitud es de siete kilómetros y que actualmente se encuentra homologada para Fórmula 1. Posteriormente y paralelo al anillo de alta velocidad, fue creada en su perímetro externo una pista de pruebas de camiones, así como diferentes zonas de pruebas para el material de CNH.
Aunque de acceso privado, desde comienzos del siglo XXI se ha usado para diferentes presentaciones de prensa sobre novedades del grupo y en él se han organizado esporádicamente eventos deportivos.

## Pistas de pruebas
En él hay varios tipos de pistas de asfalto, hormigón, cemento y tierra o grava para probar todo tipo de vehículos:
- Del circuito de Balocco se conservan las pistas de automóviles Misto Alfa y Langhe.

- Pista de pruebas de alta velocidad y paralela a ella se ha creado un recorrido externo apto para pruebas de camiones.

- Pista de pruebas sobre mojado.

- Pista de pruebas de neumáticos y amortiguación.

- Pista de tierra.

- Zona de pruebas para material de construcción.